# Viola praemorsa
Viola praemorsa är en violväxtart som beskrevs av David Douglas och John Lindley. Viola praemorsa ingår i släktet violer, och familjen violväxter.

## Underarter
Arten delas in i följande underarter:
- V. p. flavovirens
- V. p. linguifolia
- V. p. praemorsa

## Bildgalleri

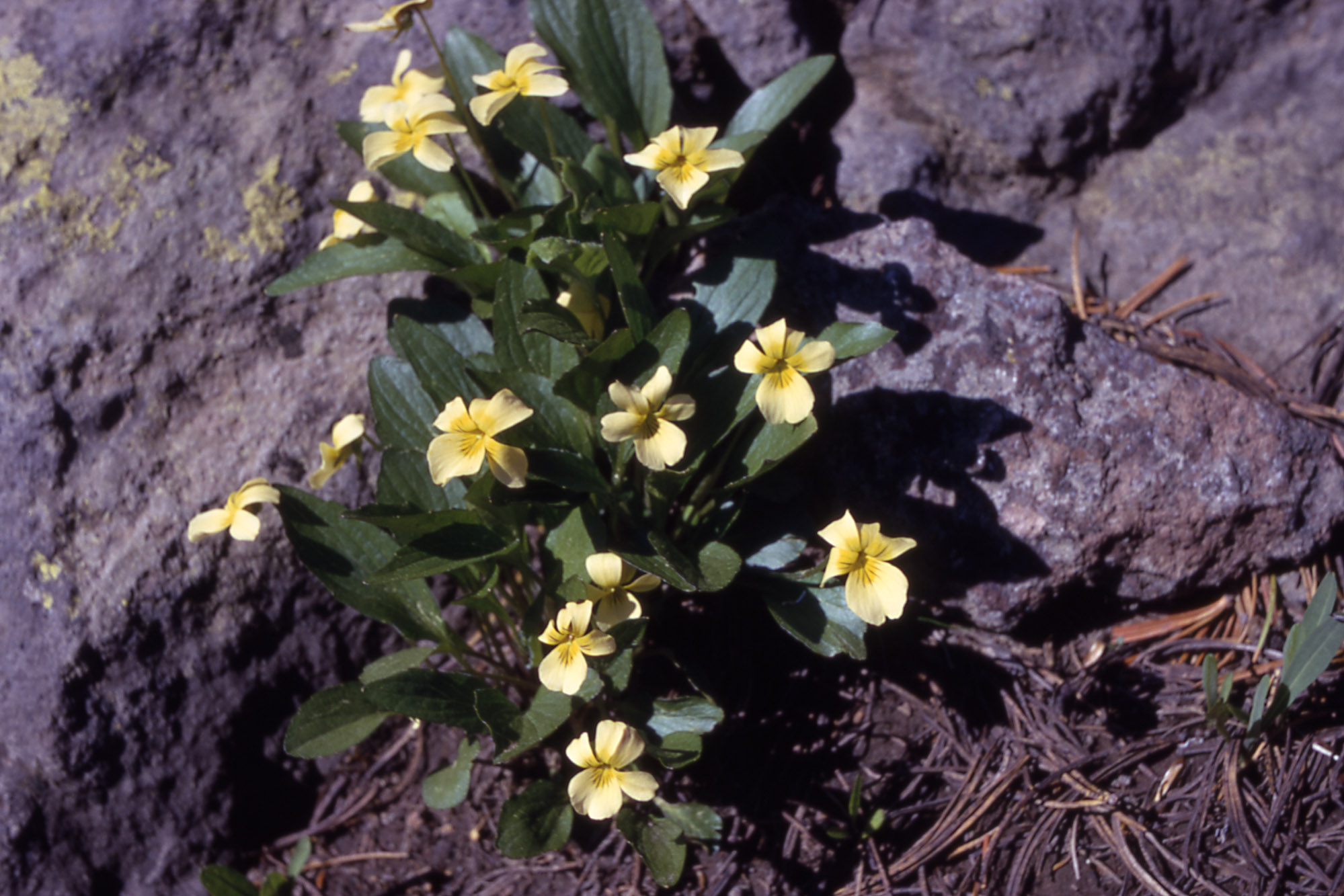